# Solan Matković
Solan Matković(Ilok, 1863. – Zemun, 1919.), hrvatski katolički svećenik, pisac poučnih djela, vjeronaučnih udžbenika i povijesnih rasprava, glazbenik.

## Životopis
Rođen u Iloku. Krsnim imenom Antun, studirao filozofiju u Feldváru, teologiju u Baji. Službovao u Brodu na Savi, Vukovaru, Iloku, Šarengradu i Zemunu. Bio je orguljaš i posebno se bavio pitanjima glazbenoga odgoja u školi. Pisao poučna djela, vjeronaučne udžbenike i povijesne rasprave. Sahranjen je u Zemunu na katoličkom groblju.